# Plast (organización)
Plast es la organización nacional de los exploradores ucranianos (en ucraniano: Пласт Національна Скаутська Організація України), (transliterado: Plast Natsionalna Skautska Orhanizatsiia Ukrayiny), es la mayor organización de exploradores de Ucrania.

## Historia

### Primera época 1911-1920

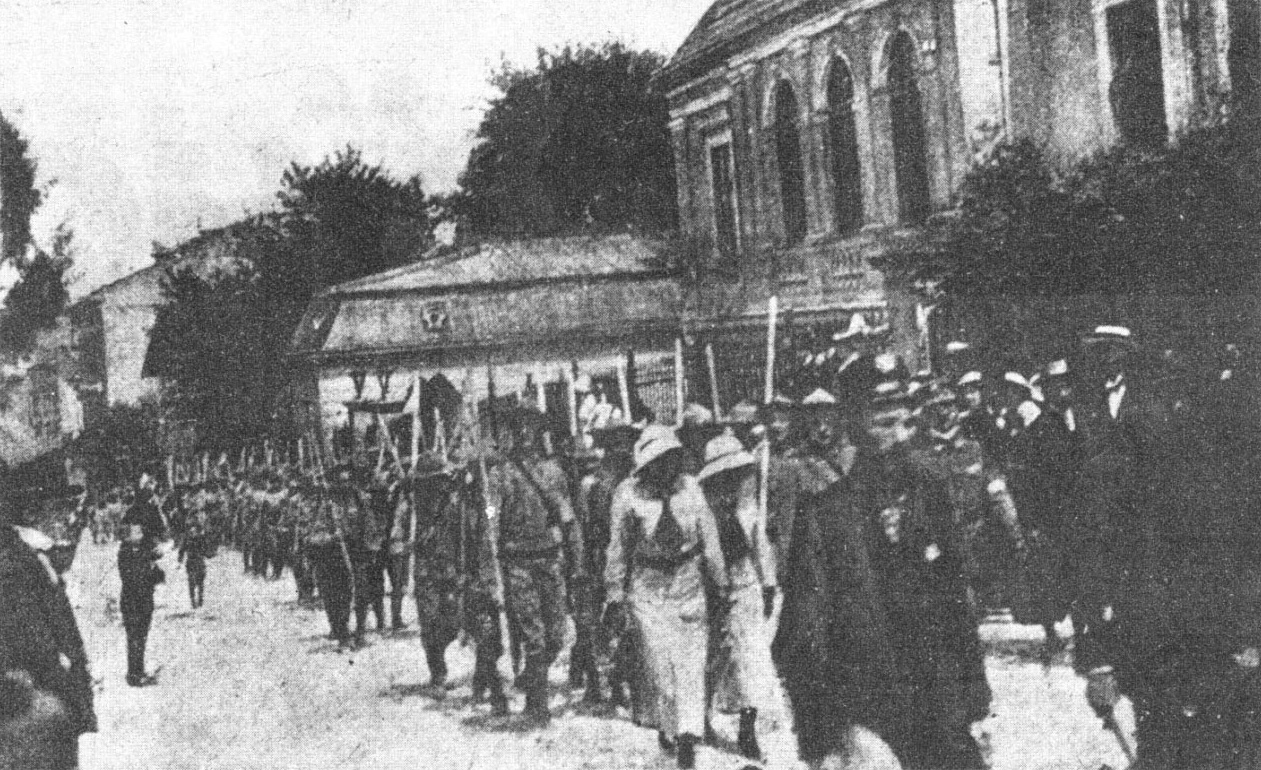
Marcha del Plast, 1914.

El Plast fue fundado en Leópolis, una ciudad ucraniana ubicada en la región de Galitzia, en el Imperio austrohúngaro, en 1911. El fundador de los exploradores ucranianos, fue el doctor Oleksnader Tysovsky. El fundador adaptó los principios universales del movimiento scout, a los intereses y las necesidades específicas de la juventud ucraniana. Nacido durante un momento de grandes cambios sociales y políticos en Europa, el Plast ucraniano llegó para satisfacer unos objetivos nacionales específicos. Las primeras tropas de exploradores se formaron en Lviv en 1911 por Petro Franko e Iván Chmola. El Plast fue oficialmente fundado por Oleksander Tysovsky el 12 de abril de 1912, en el Gimnasio Académico de Leópolis.
El movimiento scout se expandió rápidamente a otras ciudades y pueblos, y en 1913 el primer consejo supremo scout se había formado, y el primer manual de escultismo había sido publicado. El mismo año, un comité fue formado en Lviv por diversos grupos del Plast procedentes de diferentes regiones, y el primer campamento excursionista fue organizado. 
En 1916, su membresía excedía los 10 000 miembros, y ya era una organización totalmente desarrollada y funcional, con dos ramas separadas para chicas guías y chicos exploradores. El Plast ucraniano mantenía reuniones regulares para líderes, y producía una variedad de publicaciones sobre escultismo, incluso una traducción al ucraniano del libro de Robert Baden Powell: Escultismo para muchachos. Poco después de su fundación, la Primera Guerra Mundial provocó el colapso de las dos potencias ocupantes del territorio étnico ucraniano, el Imperio austrohúngaro y el Imperio ruso. En 1918 se formó la República Popular Ucraniana. 
En los años siguientes hubo grandes cambios en el escultismo, a medida que este se expandía en pueblos y comunidades donde antes era previamente desconocido, principalmente en las recién liberadas provincias centrales de Ucrania. Miles de jóvenes fueron inspirados por los ideales del servicio a Dios y la Patria defendidos por el escultismo, muchos de ellos posteriormente se alistaron en las Fuerzas Armadas, y lucharon en diversos frentes y muchos de ellos dieron sus vidas.

### Segunda época 1920-1930

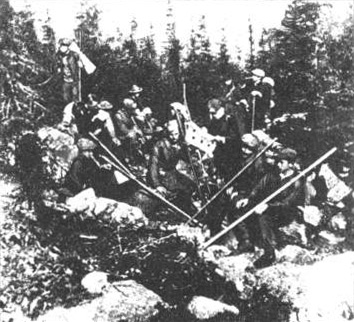
Miembros del Plast en la montaña Chornohora, 1914.

La victoria soviética en la guerra civil rusa en 1922 trajo consigo la abolición de todas las actividades de los exploradores no comunistas en la región. En la zona rumana de Bucovina, el desarrollo del Plast se detuvo igualmente. El escultismo ucraniano fue uno de los primeros en sufrir lo que después sería el destino de muchas asociaciones de scouts en el mundo. 
En las áreas de lo que más tarde sería Ucrania Occidental, que incluían partes de la antigua Checoslovaquia y Segunda República Polaca, el movimiento scout resurgió de las ruinas de la guerra con renovada vitalidad. 
Durante este periodo, el escultismo ucraniano demando primeramente el reconocimiento internacional, pero este fue negado por motivos políticos. A pesar de numerosos obstáculos, el Plast se desarrolló rápidamente en las áreas polacas, con unos altos niveles de membresía entre los estudiantes, los granjeros y los obreros. 
Un promotor clave fue el metropolitano Andrey Sheptytsky (1901-1944), arzobispo de la Iglesia greco-católica ucraniana, quien donó un terreno para construir un campamento en los montes Cárpatos.
A finales de los años 1920, la presión externa por parte de las autoridades polacas impidió seriamente el posterior crecimiento del Plast en su territorio y eventualmente llevó a la abolición del escultismo ucraniano en 1928 en la región de Galitzia y Volinia.
El Plast continuó floreciendo en los Cárpatos y en Rutenia, en la zona de mayoría étnica ucraniana dentro de la antigua Checoslovaquia. El Plast mantuvo un estrecho vínculo con las unidades clandestinas de scouts de Ucrania occidental, que estaban bajo la ocupación polaca, y con las unidades scout de las regiones de Ucrania Central, situadas en la antigua Unión Soviética, dichas relaciones duraron hasta el estallido de la Segunda Guerra Mundial.   
Los grupos del Plast en los Cárpatos, Rutenia y Praga eran miembros de la Unión de Exploradores y Guías "Junak" de la República Checoslovaca, y mediante esta federación eran miembros de diversas organizaciones escultistas internacionales.
Un cuartel general fue abierto en Praga. Los exploradores ucranianos participaron en la Jamboree mundial celebrada en el parque Arrowe en 1929, y formaron parte del contingente checoslovaco en la Jamboree mundial de 1933, celebrada en Gödöllő, Hungría así mismo los scouts ucranianos dieron a conocer al Mundo la supresión de las actividades escultistas libres en la Ucrania soviética.

### Tercera época: 1930-1944

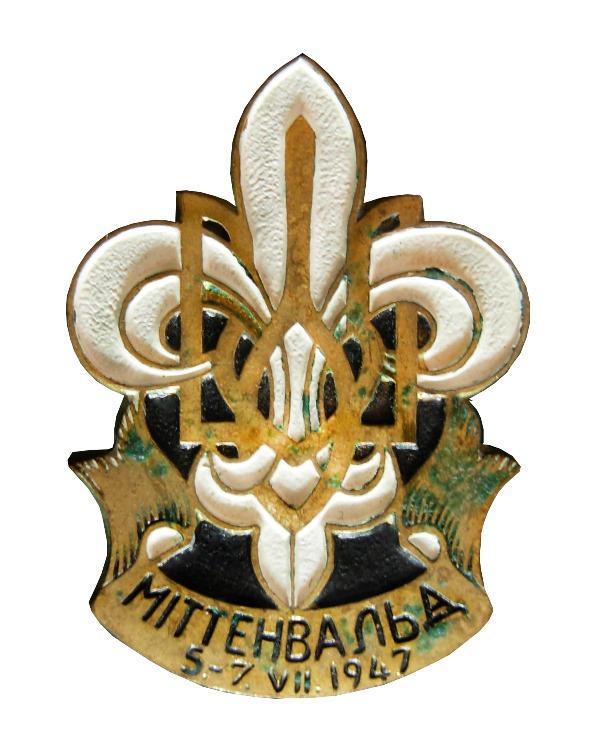
Placa conmemorativa del Plast ucraniano, 1947.

En Ucrania Occidental, el Plast estaba formalmente prohibido, pero siguió funcionando clandestinamente bajo los auspicios de la organización central. Sus actividades continuaron mediante la comisión de campamentos educativos. La organización publicaba el diario Vohni. Las autoridades polacas perseguían las actividades del Plast y castigaban severamente a sus miembros con arrestos e internamientos.
En 1939, la Segunda Guerra Mundial estalló, y la membresía del Plast aumentó de nuevo en Ucrania Occidental, aunque las fuerzas de ocupación del Tercer Reich prohibieron nuevamente el Plast, sus actividades continuaron clandestinamente. Como en la guerra anterior, muchos miembros del Plast, llamados comúnmente plastuny tomaron las armas en varios ejércitos y combatieron en las regiones del este y el oeste de Ucrania durante la guerra. Durante los años que Ucrania estuvo bajo el comunismo y la nación formó parte de la antigua Unión Soviética (URSS), el escultismo estuvo prohibido en el país eslavo, pero la organización continuó existiendo en el exilio en todo el Mundo.

### Cuarta época: 1945-1950
El escultismo ucraniano fue interrumpido por el estallido de la Segunda Guerra Mundial, pero la organización logró sobrevivir a la guerra y empezó a florecer de nuevo en los campos de personas desplazadas bajo la ocupación de las potencias occidentales.
La conmemoración exitosa del 35 aniversario del movimiento celebrada en 1947, fue una muestra de las actividades del Plast en aquella época. Muchos grupos de exploradores se encontraron en Alemania Occidental, en la ciudad de Munich. 
El escultismo ucraniano se convirtió en miembro de la división internacional de personas desplazadas del secretariado internacional del movimiento scout. Una delegación de unos 40 exploradores y guías participó en la sexta Jamboree mundial celebrada en Moisson en 1947, y un grupo más pequeño participó en la séptima Jamboree mundial celebrada en Bad Ischl, en Austria, en 1951.
Después del intercambio de población entre la República Popular de Polonia y la Unión Soviética, tras la Segunda Guerra Mundial, el Plast fue re-organizado y numerosas ramas fueron establecidas de manera permanente en cierto número de naciones occidentales con una gran población inmigrante de origen étnico ucraniano, en países como: Alemania Occidental, Argentina, Australia, Austria, Canadá, Estados Unidos, Francia y Reino Unido, países donde el movimiento scout ucraniano continuó floreciendo y expandiéndose.

### Quinta época: 1950-1989
El escultismo ucraniano fue representado en la novena Jamboree mundial scout celebrada en Sutton Coldfield en 1957 y en la décima Jamboree mundial celebrada en Makiling Park en 1959. Los exploradores ucranianos participaron como observadores en las XVI y XVII converencias internacionales celebradas en 1957 y 1959 respectivamente. 
En 1957, el Plast celebró su 45 aniversario con una acampada nacional en su centro de entrenamiento y campamento llamado: Plastova Sich, ubicado en la población de Grafton, en la provincia de Ontario, en Canadá. Oleksander Tysovsky participó en el campamento.
En el verano de 1962, los exploradores ucranianos celebraron su 50 aniversario con una Jamboree nacional en su campamento permanente llamado: Vovcha Tropa, ubicado en East Chatham, en el estado de Nueva York, en dicho evento participaron unos 2.000 miembros, así como exploradores de otras asociaciones nacionales.
En 1976, el Plast estuvo entre los miembros fundadores de la Asociación Internacional de Organizaciones de Exploradores y Guías, una organización paraguas para los grupos scout en el exilio.
El Plast era muy activo editando numerosos boletines fraternales, publicaciones, diarios y manuales, muchos de ellos fueron publicados por la editorial Plast Publishing.
Además de crear más de una docena de campamentos, los miembros del Plast construyeron y adquirieron 30 instalaciones donde podían mantener actividades semanales. Varios establecimientos ofrecían uniformes, emblemas y publicaciones, así como otros bienes. Diversas organizaciones y fundaciones benéficas ofrecían su apoyo al Plast.

### Sexta época: Desde 1990 hasta el presente

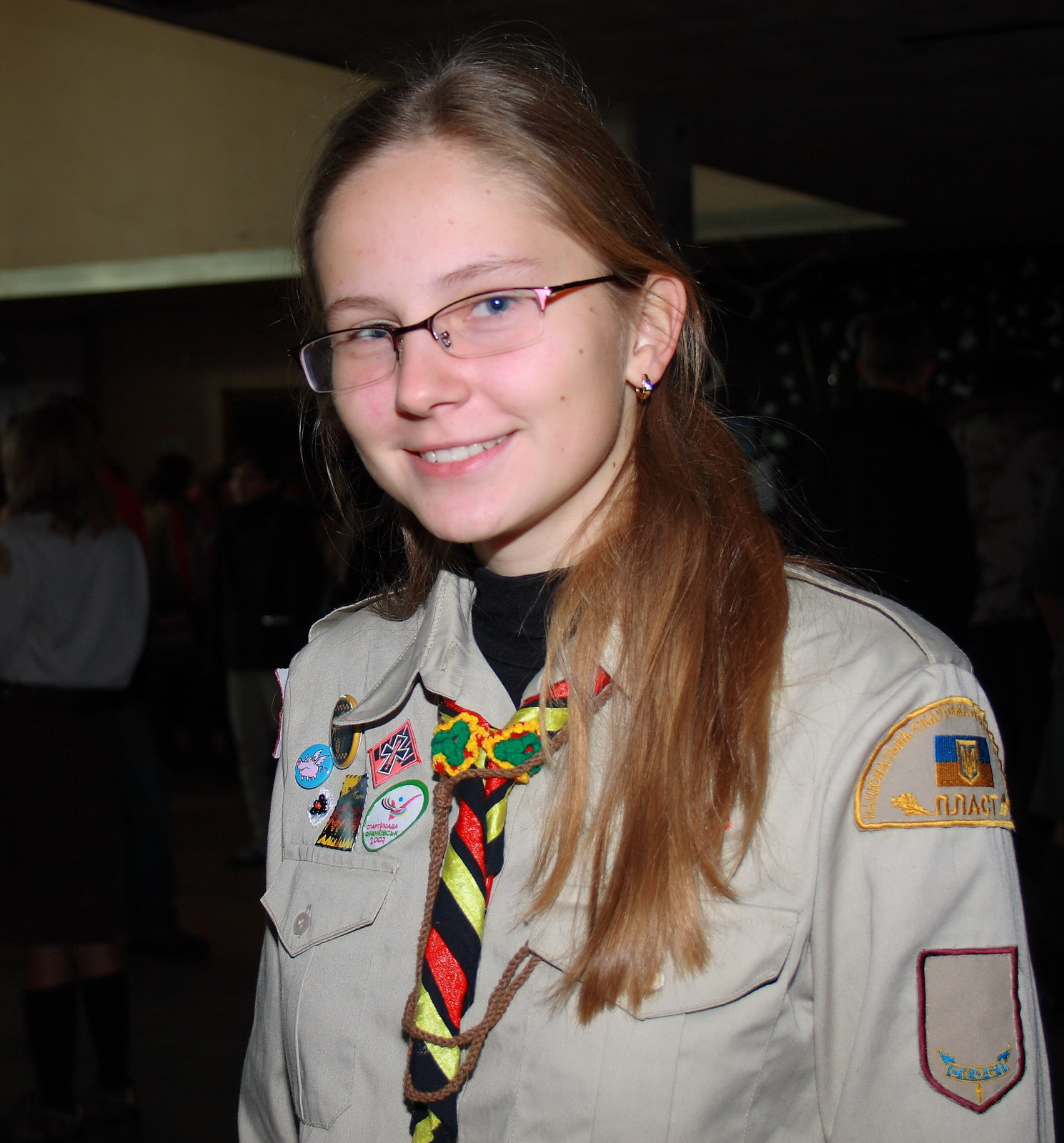
Una scout ucraniana con uniforme.

Cuando tuvo lugar la disolución de la Unión Soviética, el escultismo volvió a aparecer de nuevo de manera clandestina. El primer campamento del Plast fue organizado en el verano de 1989, y fue arrasado por la policía secreta soviética, el KGB, varios exploradores fueron golpeados y arrestados, pero el escultismo permaneció firme. 
Desde el final del comunismo en la antigua URSS y el nacimiento de la nueva Ucrania independiente en 1991, los exploradores ucranianos del Plast han crecido en número rápidamente en toda la nación.
Esto incluye a las unidades de exploradores existentes en las ciudades de: Kiev, Lutsk, Donetsk y Leópolis. La organización Plast en el exilio apoyó el reinicio del Plast en Ucrania. A principios de 1995, había 85 grupos locales y consejos con más de 3.500 exploradores.
En agosto de 1997, el Plast ucraniano celebró el 85 aniversario desde que las primeras tropas de exploradores aparecieron en Ucrania en 1911, con una Jamboree atendida por 700 exploradores de 34 unidades venidas de toda Ucrania.
Otros grupos de scouts han aparecido en las regiones sur y este de Ucrania. La mayor parte de ellos participaron junto con el Plast en la delegación ucraniana de la XVIII Jamboree mundial celebrada en los Países Bajos en 1995, así como en la segunda Jamboree eslava celebrada en Praga, en la República Checa.
Treinta y tres exploradores ucranianos fueron invitados para participar en la 19 Jambore mundial celebrada en 1999. La editorial Plast Publishing se trasladó a Ucrania, donde recibió el apoyo financiero y editorial de sus unidades internacionales. La editorial publica una revista para jóvenes scouts llamada Hotuys (Estad preparados) y otra revista para scouts mayores llamada Yunak: son publicaciones mensuales, están escritas en ucraniano y son distribuidas internacionalmente.
En el año 2006, el Plast tenía más de 10.000 miembros en Ucrania, y contaba con 3.000 miembros más en otras naciones. El 95 aniversario tuvo lugar en el año 2007, y fue celebrado en el campamento Plastova Sich, ubicado en Grafton, Ontario, Canadá. Más de 1.200 exploradores atendieron al campamento entre los días 4 y 19 del mes de agosto.